# Neomochtherus olivierii
Neomochtherus olivierii är en tvåvingeart som först beskrevs av Macquart 1838.  Neomochtherus olivierii ingår i släktet Neomochtherus och familjen rovflugor. Inga underarter finns listade i Catalogue of Life.